# Marie and Bruce
Marie and Bruce, és una pel·lícula estatunidenca dirigida per Tom Cairns, estrenada l'any 2004. Ha estat doblada al català.
L'obra de teatre de Wallace Shawn “Marie & Bruce” va ser estrenada en el teatre londinenc Upstairs en el Royal Court el 13 juliol de 1979. Stuart Burge, director artístic, Stephanie Fayerson va representar a Marie i Philip Donaghy a Bruce. Els Waters, va ser el director. L'obra va ser després interpretada a Nova York, en el Teatre Newman.

## Argument
Un dia Marie pren la decisió de deixar Bruce. El despertador sona a les set del matí: el primer que fa Marie és atacar verbalment Bruce. La convivència entre tots dos sembla impossible. Gran part del dia el passen separats, però després es troben amb uns amics. Encara que sembla inevitable que Marie deixi a Bruce, segons avança el dia, sembla que, per sobre dels retrets de Marie, s'imposa un profund i estret vincle.

## Repartiment
- Julianne Moore: Marie
- Matthew Broderick: Bruce
- Bob Balaban: Roger
- Griffin Dunne: l'invitat al restaurant
- Julie Hagerty: l'invitat a casa de Frank
- Robert Appleton: Reggie
- David Aaron Baker: Antione
- Andy Borowitz: Jim
- Steve Burns: Fred
- Carl Burrows: Mariner
- Derrick Damions: Peter
- Blossom Dearie: Gwendolyn
- Brother Eden Douglas: l'invitat excèntric al sopar
- Marshall Efron: Ed
- Robert Gant

## Al voltant de la pel·lícula
- Malgrat una presentació al festival de Sundance l'any 2004, el film no va sortir a sales sinó directament en DVD a partir de 2005